# Chiara Gmür
Chiara Gmür (12 febbraio 1993) è un'ex sciatrice alpina svizzera.

## Biografia
Slalomista pura originaria di Murg di Quarten e attiva in gare FIS dal novembre del 2008, la Gmür ha esordito in Coppa Europa il 18 dicembre 2012 a Courchevel e in Coppa del Mondo il 28 novembre 2015 ad Aspen, in entrambi i casi senza completare la prova.
Il 5 gennaio 2016 ha ottenuto a Santa Caterina Valfurva il suo miglior piazzamento di carriera in Coppa del Mondo (20ª, suo unico piazzamento a punti nel circuito) e in seguito ha colto a Pamporovo i suoi unici due podi in Coppa Europa, la vittoria del 9 febbraio e il 2º posto del giorno successivo. Il 15 febbraio dello stesso anno ha disputato la sua ultima gara in Coppa del Mondo, a Crans-Montana, senza portarla a termine.
Si è ritirata al termine della stagione 2017-2018 e la sua ultima gara è stata lo slalom speciale dei Campionati liechtensteinesi 2018, il 29 marzo a Malbun, non completato dalla Gmür; in carriera non ha preso parte a rassegne olimpiche o iridate.

## Palmarès

### Coppa del Mondo
- Miglior piazzamento in classifica generale: 105ª nel 2015

### Coppa Europa
- Miglior piazzamento in classifica generale: 25ª nel 2016
- 2 podi:
  - 1 vittoria
  - 1 secondo posto

#### Coppa Europa - vittorie
| Data            | Località  | Paese    | Specialità |
| --------------- | --------- | -------- | ---------- |
| 9 febbraio 2016 | Pamporovo | Bulgaria | SL         |

Legenda:

SL = slalom speciale